# La hermana Trinquete
La hermana Trinquete es una película de comedia mexicana de 1970 escrita y dirigida por René Cardona Jr., y protagonizada por Silvia Pinal, Manolo Fábregas, Lucy Gallardo, Liza Castro, Carlos East, Roberto Gómez Bolaños "Chespirito", Evita Muñoz "Chachita", Jacqueline Voltaire, Juan Gallardo, Ana María Bribiesca y Queta Lavat.
Esta cinta fue filmada en Los estudios Churubusco-Azteca y en algunas locaciones mexicanas entre las que se distinguen Acapulco y la Ciudad de México, además de una toma de Madrid y una toma aérea de Nueva York.

## Trama
La historia gira en torno a una astuta ladrona profesional (Silvia Pinal) que también es experta en cambiar de apariencia (ayudándose de pelucas, maquillajes, etc.) para burlar a la policía. Cuando el inspector a cargo de la investigación (Manolo Fábregas) está a punto de atraparla, ella los evade una vez más y se refugia en un convento, donde a través de la situación que están pasando revelada madre superiora (Lucy Gallardo) descubre que puede ser muy necesaria. Sin embargo esto no será un impedimento para continuar con sus golpes.